# 오스톤사향고양이
오스톤사향고양이(Chrotogale owstoni) 또는 오스톤팜시벳(Owston's palm civet)은 베트남과 라오스 그리고 중국 남부에서 발견되는 시벳의 일종이다. 개체수 감소 추세가 진행되고 있기 때문에 국제 자연 보전 연맹(IUCN)이 멸종취약종(VU, Vulnerable species)으로 지정했으며, 지난 3세대 동안(약 15년)에 난개발과 서식지 파괴 그리고 서식지 오염 등으로 개체수가 30% 이상 감소한 것으로 추산하고 있다. 오스톤사향고양이속(Chrotogale)의 유일종이다. 학명과 통용명은 야생동물 수집가인 오스톤(Alan Owston)의 이름에서 유래했다.

## 특징
오스톤사향고양이는 중간 크기의 팜시벳으로 몸길이는 평균 57cm이고, 꼬리 길이는 43cm 정도이다. 뾰족한 얼굴때문에 땃쥐와 같은 대형 식충동물을 닮은 것으로 간주하기도 했다. 황갈색 또는 담황색-회색을 띠는 몸은 등과 꼬리 쪽의 검은 반점 무늬와 크게 대비된다. 등쪽에 보통 4줄의 무늬를 지니고 있다. 꼬리의 마지막 2/3정도는 완전히 검다.